# Skate Canada International de 1981
O Skate Canada International de 1981 foi a oitava edição do Skate Canada International, um evento anual de patinação artística no gelo organizado pelo Skate Canada. A competição foi disputada na cidade de Ottawa, Ontário, Canadá.

## Eventos
- Individual masculino
- Individual feminino
- Dança no gelo

## Medalhistas
| Evento                        | Ouro                                        | Prata                                     | Bronze                                                     |
| Individual masculino detalhes | Norbert Schramm · Alemanha Ocidental        | Brian Orser · Canadá                      | Jozef Sabovčík · Tchecoslováquia                           |
| Individual feminino detalhes  | Tracey Wainman · Canadá                     | Rosalynn Sumners · Estados Unidos         | Kira Ivanova · União Soviética                             |
| Dança no gelo detalhes        | Carol Fox · Richard Dalley · Estados Unidos | Karen Barber · Nicky Slater · Reino Unido | Natalia Karamysheva · Rostislav Sinitsyn · União Soviética |

## Resultados

### Individual masculino
| Pos.              | Nome                | Nacionalidade      |
| ----------------- | ------------------- | ------------------ |
| Medalha de ouro   | Norbert Schramm     | Alemanha Ocidental |
| Medalha de prata  | Brian Orser         | Canadá             |
| Medalha de bronze | Jozef Sabovčík      | Tchecoslováquia    |
| 4                 | Grzegorz Filipowski | Polônia            |
| 5                 | Mark Cockerell      | Estados Unidos     |
| 6                 | Vitali Egorov       | União Soviética    |
| 7                 | Kevin Parker        | Canadá             |
| 8                 | Christopher Howarth | Reino Unido        |
| WD                | Gordon Forbes       | Canadá             |

### Individual feminino
| Pos.              | Nome                      | Nacionalidade      |
| ----------------- | ------------------------- | ------------------ |
| Medalha de ouro   | Tracey Wainman            | Canadá             |
| Medalha de prata  | Rosalynn Sumners          | Estados Unidos     |
| Medalha de bronze | Kira Ivanova              | União Soviética    |
| 4                 | Claudia Kristofics-Binder | Áustria            |
| 5                 | Priscilla Hill            | Estados Unidos     |
| 6                 | Elizabeth Manley          | Canadá             |
| 7                 | Karen Wood                | Reino Unido        |
| 8                 | Reiko Kobayashi           | Japão              |
| 9                 | Catarina Lindgren         | Suécia             |
| 10                | Anne-Sophie de Kristoffy  | França             |
| 11                | Claudia Leistner          | Alemanha Ocidental |
| 12                | Paivi Nieminen            | Finlândia          |

### Dança no gelo
| Pos.              | Nome                                     | Nacionalidade   |
| ----------------- | ---------------------------------------- | --------------- |
| Medalha de ouro   | Carol Fox / Richard Dalley               | Estados Unidos  |
| Medalha de prata  | Karen Barber / Nicky Slater              | Canadá          |
| Medalha de bronze | Natalia Karamysheva / Rostislav Sinitsyn | União Soviética |
| 4                 |                                          |                 |
| 5                 |                                          |                 |
| 6                 | Kelly Johnson / Kris Barber              | Canadá          |
| 7                 |                                          |                 |
| 8                 |                                          |                 |
| 9                 | Tracey Michael / Kerry Spong             | Canadá          |
| ...               |                                          |                 |

## Quadro de medalhas
| Ordem | País               | Medalha de ouro | Medalha de prata | Medalha de bronze |   | Ordem por total |
| ----- | ------------------ | --------------- | ---------------- | ----------------- | - | --------------- |
| 1     | Canadá             | 1               | 1                |                   | 2 | 1               |
| 1     | Estados Unidos     | 1               | 1                |                   | 2 | 1               |
| 3     | Alemanha Ocidental | 1               |                  |                   | 1 | 4               |
| 4     | Reino Unido        |                 | 1                |                   | 1 | 4               |
| 5     | União Soviética    |                 |                  | 2                 | 2 | 1               |
| 6     | Tchecoslováquia    |                 |                  | 1                 | 1 | 4               |
| TOTAL | TOTAL              | 3               | 3                | 3                 | 9 | —               |